# Franz Kroyer
Franz Kroyer (* 23. November 1901 in Zemendorf; † 28. Jänner 1981 ebenda) war ein österreichischer Politiker (ÖVP) und Landwirt. Kroyer war verheiratet, Mitglied des Bundesrates, Bundesratspräsident und Abgeordneter zum Burgenländischen Landtag.

## Ausbildung und Beruf
Kroyer wurde als Sohn des Landwirts Josef Kroyer geboren und besuchte die Volksschule in Zemendorf. Nach der Bürgerschule absolvierte er die Landwirtschaftsschule in Hubertendorf und war in der Folge als Landwirt aktiv. 1941 wurde er zur Wehrmacht eingezogen, wobei er in sowjetische Kriegsgefangenschaft geriet, aus der er erst 1946 zurückkehrte. 
Neben seiner Tätigkeit als Landwirt war Kroyer in verschiedenen Genossenschaften und Verbänden aktiv. So war er Vorstandsmitglied des Österreichischen Molkerei- und Käseverbandes, des Burgenländischen Fleckviehzuchtverbandes, des Burgenländischen Rübenbauernbundes und des Verbandes der burgenländischen Weinbautreibenden. 1953 wurde ihm der Berufstitel Ökonomierat verliehen.

## Politik und Funktionen
Kroyer engagierte sich zunächst im Reichsbund der katholisch-deutschen Jugend und war 1922 Mitbegründer sowie ab 1924 Gauobmann dieser Bewegung im Wulkatal. Danach fungierte er zwischen 1926 und 1928 als Landesverbandsobmann im Burgenland. Kroyer war zudem in der Christlichsozialen Partei aktiv und gehörte zwischen 1930 und 1934 als Jugendvertreter der burgenländischen Landesleitung an. Nach dem Ende des Zweiten Weltkriegs engagierte sich Kroyer in der Österreichischen Volkspartei und hatte von 1947 bis 1954 das Amt des Bürgermeisters von Zemendorf inne. Daneben war er ab 1947 als Kammerrat in der Landwirtschaftskammer des Burgenlandes aktiv, deren 3. Präsident er 1950 wurde. Kroyer wurde in der Folge 1951 geschäftsführender bzw. 1955 bestellter Präsident und war von 1958 bis 1964 schließlich der erste frei gewählte Präsident der Burgenländischen Landwirtschaftskammer. Daneben fungierte er zudem von 1955 bis 1964 als Obmann des Burgenländischen Bauernbundes. Kroyer vertrat die ÖVP zwischen dem 29. Juni 1956 und dem 7. Dezember 1964 sowie erneut vom 20. Dezember 1962 bis zum 26. Mai 1964 im Bundesrat. Er war des Weiteren vom 1. Jänner 1960 bis zum 30. Juni 1960 Präsident des Bundesrates und vom 19. Dezember 1959 bis zum 5. Mai 1960 Abgeordneter zum Burgenländischen Landtag.